# Kōdō Sawaki
(Sawaki Kōdō, Nanigotomo omowanu seikatsu, in Antologia del buddismo giapponese (a cura di Aldo Tollini). Torino, Einaudi, 2009, pag. 463)
Kōdō Sawaki Rōshi (giapponese 澤木興道, Sawaki Kōdō, nato Saikichi Tada; Tsu, 16 giugno 1880 – Antai-ji, 21 dicembre 1965) è stato un monaco buddhista giapponese, della corrente del buddismo zen, considerato uno dei più importanti maestri Zen del XX secolo.

## La vita
(Sawaki Kōdō Roshi)
Ultimo di sette fratelli, di cui tre deceduti nell'infanzia, ricevette dai genitori il nome di Tada Saikichi. Il padre, Sōtaro, si guadagnava da vivere riparando risciò. All'età di quattro anni rimase orfano di madre. Tre anni dopo anche suo padre morì. Fu quindi accolto nella casa di uno zio, non vi rimase che pochi mesi: anche lo zio morì poco dopo. Fu allora adottato da Bunkichi Sawaki, di cui prese il cognome, un giocatore d'azzardo professionista che svolgeva varie attività illegali. La sua casa era in un vicolo del quartiere delle prostitute ed utilizzava il piccolo Saikichi come vedetta per non essere sorpreso dalla polizia. Nel 1892 ottenne la licenza elementare.
Nel 1896 venne accolto nel monastero Eihei-ji in cui si era recato con il desiderio di divenire monaco buddista. Nel 1897 fu ordinato monaco da Sawada Kōhō, abate del tempio Sōshin-ji, ad Amakusa nel Giappone meridionale, ricevendo il nome Kōdō. Per due anni praticò e studiò con il maestro Sawada.
Nel 1899 si recò a Kyōto e vi risiedette un anno praticando lo zazen con Fueoka Ryōun.
Nel 1900 venne chiamato alle armi ed in seguito mandato a combattere sul fronte russo-giapponese, venendo decorato per il suo coraggio. Ferito gravemente (ebbe il collo trapassato da un colpo di fucile), nel 1904 tornò convalescente in Giappone ma invece delle cure necessarie trovò una situazione drammatica: sua madre adottiva, già prostituta alcolizzata, era completamente uscita di senno e viveva legata ad un letto, mentre il padre adottivo, malato ed in miseria, lo aggredì immediatamente pretendendo da lui del denaro. L'anno successivo venne nuovamente inviato in Cina, ancora in fanteria, dove rimase sul fronte sino alla fine della guerra nel 1906.
Nel 1908 iniziò lo studio delle dottrine Yogācāra (唯識 yuishiki) sotto la guida di Saeki Jōin nel monastero Hōryu-ji presso Nara. Risiedette in quel tempio sino al 1912, anno in cui divenne tanto (単頭, istruttore dei monaci) presso il monastero Yōsen-ji, nella città di Matsusaka (prefettura di Mie).
Nel 1913 incontrò Oka Sōtan (1890–1921), abate di Daiji-ji (大慈寺) poi, per tre anni, visse da solo, dedicando tutto il suo tempo unicamente allo zazen ed alla questua in un piccolo tempio di Nara chiamato Jōfuku-ji.
Nel 1916, chiamato da Sōtan rōshi, si stabilì nel monastero Daiji-ji con il ruolo di kōshi (講師, espositore della dottrina). Il rinsaldarsi del legame con Sōtan rōshi fu particolarmente importante. Oka Sōtan, discepolo di Nishiari zenji e quindi "terminale" della linea tradizionale dello zen detto mokushō-zen, fu il primo ad istituire ad Eiheiji gli incontri annuali di studio dello Shōbōgenzō di Dōgen, detti Genzo-e, e fu colui che a Kyoto fondò il centro studi dello Shōbōgenzō chiamato Antaiji che più tardi lo stesso Sawaki salvò dall'abbandono rivitalizzandolo come centro di pratica intensiva dello zazen. 
Nel periodo successivo alla sua permanenza a Daiji-ji, la sua fama si diffuse e molti studenti delle scuole superiori incominciarono con lui a praticare lo zazen. Iniziò quindi a viaggiare per tutto il Giappone tenendo conferenze ed organizzando ritiri nei quali lo zazen veniva praticato per l'intera giornata e per più giorni consecutivi. Il suo peregrinare, da lui stesso definito idō sorin, il monastero itinerante, durerà quarant'anni, guadagnandogli il soprannome di Kōdō-senza-casa (宿無し興道 Yadonashi Kōdō).
Nel 1935 fu incaricato (unico caso nella Storia giapponese per una persona provvista della sola licenza elementare) professore di "letteratura zen" e di "pratica dello zazen" all'Università buddista Komazawa.
Nello stesso periodo accettò anche il ruolo di godō, supervisore della pratica, nel monastero Sōji-ji che, assieme ad Eihei-ji, era -ed è ancora- il monastero più grande e rappresentativo della scuola Sōtō.
Nel 1940, lasciato il suo incarico al Sōjiji, fondò un centro per la pratica dello zazen, chiamato "Tengyō Zen-en" nella prefettura di Tochighi. Nello stesso periodo fondò anche i luoghi di pratica "Shiseiryo" e "Muijō-sanzen-dōjō" a Tōkyō.
Nel 1949, a Kyōto, nel vecchio tempio in disuso ed abbandonato da alcuni anni chiamato Antai-ji, fondò il centro per la pratica e lo studio dello zazen chiamato Shichikurin Sanzen Dōjō assieme al discepolo -e futuro successore- Uchiyama Kōshō e all'altro discepolo Yokoyama Sodō.
Nel 1963, l'età non gli consentì più i continui spostamenti compiuti sino a quel momento: lasciò quindi l'incarico all'Università Komazawa e si ritirò ad Antai-ji, dove morì il 21 dicembre 1965. A differenza di quanto avveniva nella tradizione buddista giapponese, il corpo di Sawaki non fu cremato ma, per sua esplicita volontà donato al reparto di anatomia dell'ospedale universitario di Kyoto, a scopo di ricerca medica.
Di sé disse: «Vorrei essere ricordato come quel tale che ha sprecato tutta la sua vita nel fare zazen».

## Controversie

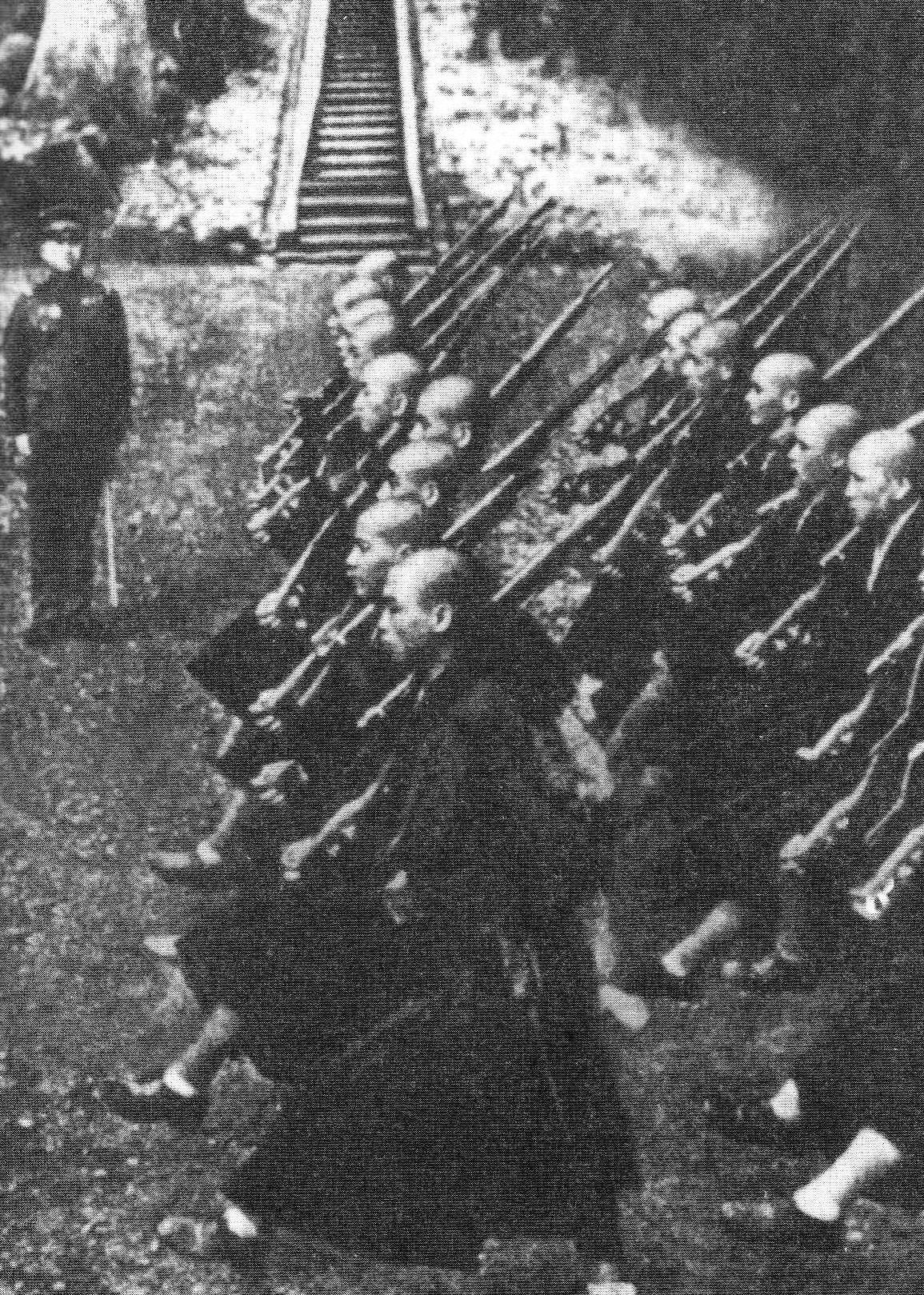
Monaci zen del monastero Eihei-ji (永平寺) durante l'addestramento militare a seguito della mobilitazione generale nel marzo del 1938 (anno XIII dell'era Shōwa).

La figura di Sawaki Kōdō è stata ed è oggetto di controversie nate dal suo impegno nei conflitti che hanno coinvolto il Giappone nello scorso secolo: la Guerra russo-giapponese e la Seconda guerra mondiale.
Nel 1904 Sawaki Kōdō venne inviato sul fronte russo-giapponese. Così ricorderà nel suo libro di memorie, Sawaki Kōdō Kikigaki, riportando i commenti dei suoi commilitoni dopo alcune azioni militari in cui aveva ucciso numerosi nemici:
(Citato in Brian Victoria. Op. cit. pag.73)
Commentando la sua esperienza al fronte Sawaki Kōdō la criticherà in quanto il suo coraggio era frutto del desiderio di ottenere dei riconoscimenti e non dalla liberazione della nozione comune di vita-morte come ci si dovrebbe aspettare da un buddista.
Nel 1939 si recò nuovamente al fronte di un conflitto, la Seconda guerra mondiale, ma non come soldato bensì come cappellano zen operando nel Manciukuò, lo stato creato dalla dinastia Qing con l'appoggio del governo giapponese. Il suo operato fu premiato per mezzo di una onorificenza consegnatagli nel 1943 dall'Ufficio decorazioni del governo.

Parlando nel 1941, dopo l'attacco di Pearl Harbor, si disse certo della sconfitta del Giappone e si espresse così con il suo allievo Taisen Deshimaru richiamato alle armi: 
(Citato in Taisen Deshimaru, The Voice of the Valley: Zen Teachings, ed. Bobbs-Merrill, 1979, Pagina xxvi (introduzione))
Nel gennaio 1942 aveva pubblicato sulla rivista buddista giapponese Daihorin (大法輪) le sue opinioni riguardo alla guerra in corso:
(Citato in Brian Victoria. Op. cit. pag.75)
La condotta e le opinioni di Sawaki Kōdō non sono peraltro riferibili solamente a lui, ma alla maggioranza delle scuole buddiste giapponesi che appoggiarono con decisione il proprio paese durante i conflitti con la convinzione che queste guerre rappresentassero delle "guerre sante", guerre di liberazione e di riscatto dell'intero continente asiatico nei confronti del colonialismo occidentale: i soldati giapponesi furono quindi considerati dai buddisti giapponesi dei veri e propri bodhisattva.
Certamente le posizioni espresse da Sawaki riguardo alla guerra, all'uccidere il nemico ubbidendo agli ordini dei superiori, allo spirito di servizio nei confronti dell'imperatore sino ad affermare che: 
(Sawaki Kōdō, Shōji wo akirameru kata- Il metodo per chiarire la vita e la morte, 1944, p.7, come in: Lo zen alla guerra p.74)
vanno inserite non solo nel contesto storico ma anche nella soffocante cultura militarista del Giappone dell'epoca in cui alcune affermazioni sono state pronunciate.
Sempre dalla stessa opera
Le testimonianze dirette, in particolare quelle di Uchiyama e Watanabe, descrivono Sawaki come una persona severa, rigida, autoritaria, dall'umorismo sferzante, le cui simpatie per la disciplina militare, l'aspetto marziale della vita, erano palesi e naturali. Con ogni probabilità, dopo un'infanzia randagia e priva di indicazioni definenti quale quella subita in tre diverse famiglie e conclusa nel marasma di un bordello, l'esperienza militare, specie all'interno di una situazione di guerra vinta con relativa facilità, lo aveva formato e segnato.
È necessario contemporaneamente riconoscere la capacità di Sawaki di accettare e favorire atteggiamenti diametralmente opposti qualora inseriti in un contesto religioso: proprio negli stessi anni in cui si adoperava nel sostegno del militarismo giapponese, aiutava il suo discepolo Uchiyama, debole di salute e antimilitarista, ad evitare in ogni modo la chiamata alle armi. Sawaki era in grado di distinguere le sue particolarità umane, contingenti, da un insegnamento che passando attraverso di lui aveva di fronte l'eternità, non poteva cioè essere legato ad una mentalità o ad un carattere. Per quanto sia abbastanza semplice comprendere che apprezzare certe modalità caratteriali, culturali, anche politiche, è una questione di gusti e affinità e non ha quindi nulla a che vedere con il vero insegnamento di Sawaki, tuttavia dove le sue gesta sono giunte per sentito dire, magari in termini unilateralmente encomiastici, è stato possibile il radicarsi di convinzioni che hanno portato a pensare che il modello d'uomo rappresentato da Sawaki fosse il modello da imitare per "essere zen". È anche su queste basi che è giunto in Europa uno zen legato esplicitamente alle arti marziali, all'autoritarismo ed a sottomissioni gerarchiche che poco hanno a che vedere con i rapporti tra praticanti buddisti.
Sawaki era figlio del suo tempo e della sua terra anche per ciò che riguarda il sistema superiore/inferiore il ferreo codice etico confuciano che fa parte della struttura culturale giapponese almeno a partire dalla Taika, la riforma del 646. Per quanto sia normale che un buddista giapponese si comporti secondo quel codice etico, antidemocratico, repressivo e maschilista (ma Sawaki concesse la "trasmissione del dharma" a tre donne sue discepole, divenute maestre zen), secondo molti maestri zen, tra cui il suo discepolo Gudō Wafu Nishijima, non ha alcun senso imitare questi atteggiamenti in Occidente al fine di "sembrare zen", ed occorre quindi distinguere l'insegnamento dai comportamenti contingenti. Nishijima difese inoltre Sawaki dall'accusa di collaborazionismo.
Mauricio Yūshin Marassi così si è espresso su di lui:
(Mauricio Yūshin Marassi. Piccola guida al buddismo zen nelle terre del tramonto, p. 160)

## Discepoli celebri di Sawaki
- Uchiyama Kōshō
- Yokoyama Sodō
- Gudō Wafu Nishijima (fino al 1965; poi discepolo di Zuigaku Rempô Niwa)
- Taisen Deshimaru (poi discepolo di Yamada Reirin)
- Watanabe Kōhō
- Shūyū Narita
- Kōbun Okamoto
- Kōjun Kishigami
- Jōshin Kasai
- Baikō Fukuda
- Satō Myōshin